# Oral
Oral, nota anche con il nome russo di Ural'sk, è una città del Kazakistan occidentale, capoluogo della Regione del Kazakistan Occidentale; è situata sulla sponda destra del fiume Ural. La città venne fondata nel 1613 dai Cosacchi dell'Ural, con il nome di Jaickij gorodok (Яицкий городок: Jaik era il nome con cui fino al 1775 era conosciuto il fiume Ural).
Oral è prevalentemente un centro industriale; è collegata per ferrovia con le maggiori città russe e centroasiatiche vicine. Il suo sviluppo è stato molto rapido, analogamente a molte città della zona centroasiatica e siberiana; la popolazione, che nel 1959 era pari a circa 105.000 abitanti, nei primi anni 2000 era stimata in quasi 200.000 abitanti.

## Geografia fisica

### Clima
Fonte: pogoda.ru
- Temperatura media annua: 5,4 °C
- Temperatura media del mese più freddo (gennaio): -12,8 °C
- Temperatura media del mese più caldo (luglio): 22,4 °C
- Precipitazioni medie annue: 324 mm

| Oral (1991-2020) Fonte:     | Mesi         | Mesi         | Mesi         | Mesi         | Mesi        | Mesi        | Mesi        | Mesi        | Mesi        | Mesi         | Mesi         | Mesi         | Stagioni | Stagioni | Stagioni | Stagioni | Anno  |
| Oral (1991-2020) Fonte:     | Gen          | Feb          | Mar          | Apr          | Mag         | Giu         | Lug         | Ago         | Set         | Ott          | Nov          | Dic          | Inv      | Pri      | Est      | Aut      | Anno  |
| --------------------------- | ------------ | ------------ | ------------ | ------------ | ----------- | ----------- | ----------- | ----------- | ----------- | ------------ | ------------ | ------------ | -------- | -------- | -------- | -------- | ----- |
| T. max. media (°C)          | −6,7         | −5,9         | 1,2          | 14,7         | 23,2        | 28,1        | 30,2        | 29,0        | 21,9        | 12,5         | 2,1          | −4,7         | −5,8     | 13,0     | 29,1     | 12,2     | 12,1  |
| T. media (°C)               | −10,4        | −10,3        | −3,3         | 8,3          | 16,3        | 21,1        | 23,2        | 21,5        | 14,6        | 6,7          | −1,6         | −8,2         | −9,6     | 7,1      | 21,9     | 6,6      | 6,5   |
| T. min. media (°C)          | −14,1        | −14,5        | −7,4         | 2,6          | 9,1         | 13,9        | 16,0        | 14,2        | 8,3         | 2,1          | −4,7         | −11,6        | −13,4    | 1,4      | 14,7     | 1,9      | 1,2   |
| T. max. assoluta (°C)       | 6,6 (1948)   | 6,9 (2020)   | 21,6 (2008)  | 31,1 (1950)  | 37,8 (2021) | 41,8 (2021) | 41,6 (1954) | 42,3 (2021) | 38,8 (2003) | 28,0 (1999)  | 18,0 (1932)  | 8,2 (2012)   | 8,2      | 37,8     | 42,3     | 38,8     | 42,3  |
| T. min. assoluta (°C)       | −43,1 (1942) | −40,5 (1929) | −35,2 (1954) | −24,3 (1904) | −6,8 (1969) | −1,1 (1949) | 4,3 (1926)  | 0,4 (1910)  | −7,6 (1904) | −19,2 (1968) | −32,6 (1953) | −39,2 (1908) | −43,1    | −35,2    | −1,1     | −32,6    | −43,1 |
| Nuvolosità (okta al giorno) | 7,2          | 6,4          | 6,0          | 6,0          | 5,4         | 5,4         | 4,9         | 4,8         | 5,3         | 6,2          | 7,2          | 7,2          | 6,9      | 5,8      | 5,0      | 6,2      | 6,0   |
| Precipitazioni (mm)         | 25           | 21           | 25           | 24           | 32          | 32          | 39          | 22          | 27          | 37           | 27           | 27           | 73       | 81       | 93       | 91       | 338   |
| Giorni di pioggia           | 5            | 4            | 6            | 9            | 10          | 11          | 10          | 9           | 10          | 12           | 10           | 7            | 16       | 25       | 30       | 32       | 103   |
| Nevicate (cm)               | 20           | 29           | 23           | 2            | 0           | 0           | 0           | 0           | 0           | 0            | 3            | 10           | 59       | 25       | 0        | 3        | 87    |
| Giorni di neve              | 20           | 16           | 10           | 2            | 0,2         | 0,0         | 0,0         | 0,0         | 0,1         | 3,0          | 11,0         | 18,0         | 54,0     | 12,2     | 0,0      | 14,1     | 80,3  |
| Giorni di nebbia            | 5            | 4            | 6            | 1            | 0,4         | 0,2         | 0,0         | 0,1         | 1,0         | 2,0          | 5,0          | 6,0          | 15,0     | 7,4      | 0,3      | 8,0      | 30,7  |
| Umidità relativa media (%)  | 83           | 81           | 81           | 65           | 55          | 57          | 58          | 57          | 61          | 73           | 83           | 83           | 82,3     | 67       | 57,3     | 72,3     | 69,8  |
| Vento (direzione-m/s)       | S 3,3        | S 3,3        | S 3,1        | NE 3,3       | N 2,9       | N 2,5       | N 2,3       | N 2,2       | W 2,5       | S 2,7        | S 3,0        | S 3,1        | 3,2      | 3,1      | 2,3      | 2,7      | 2,8   |

## Monumenti

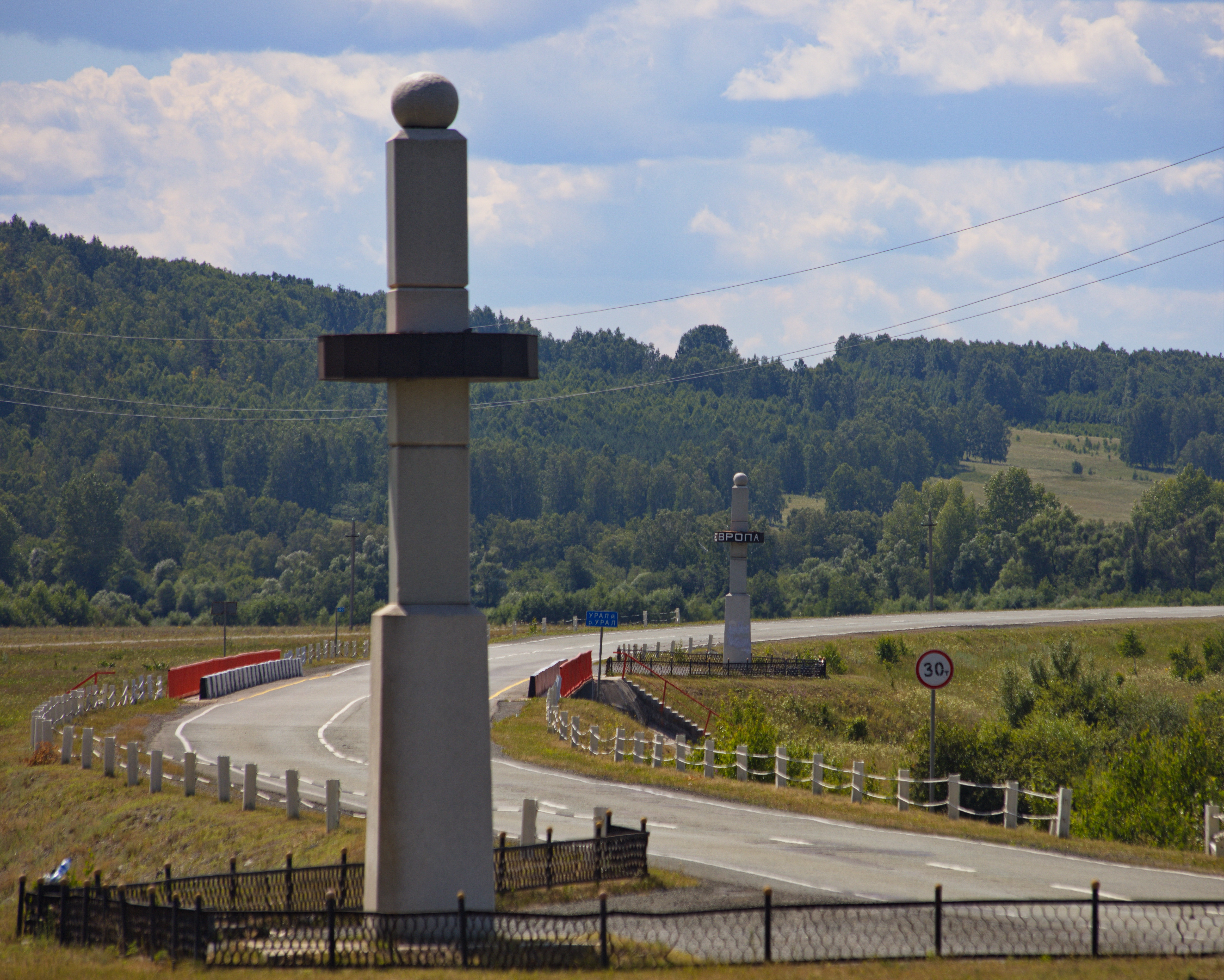
Obelischi che segnalano il confine Europa-Asia

A Oral, per segnalare che lungo il corso d'acqua passa il confine convenzionale tra Europa ed Asia, ossia la Linea di von Strahlenberg, sorge un grande obelisco di marmo, vicino al ponte sul fiume Ural, sulla cui sommità poggia un globo azzurro con l'iscrizione "Europa-Asia" a forma di corona d'oro.
Inoltre, sulla strada che conduce al villaggio di Novobayramgulovo, sono stati eretti due obelischi, uno con la scritta "Europa", l'altro con la scritta "Asia".

## Infrastrutture e trasporti
La città è servita dall'aeroporto di Uralsk, che dista circa quindici chilometri dal centro.

## Sport

### Calcio
La squadra principale della città è l'Aqjaýıq Fwtbol Klwbı.